# Silikoneolie
Silikoneolie er en betegnelse for organiske silikonepolymerer.
Anvendes bl.a. til vedligeholdelse af gummi, hvor det kan bevare gummiets elasticitet og dermed forlænge levetiden.
I ældre tid blev det også anvendt til dæmpning af mekaniske bevægelser i dyre pladespillere.
| Kemi | Spire Denne artikel om kemi er en spire som bør udbygges. Du er velkommen til at hjælpe Wikipedia ved at udvide den. |